# Pavilhão de Portugal

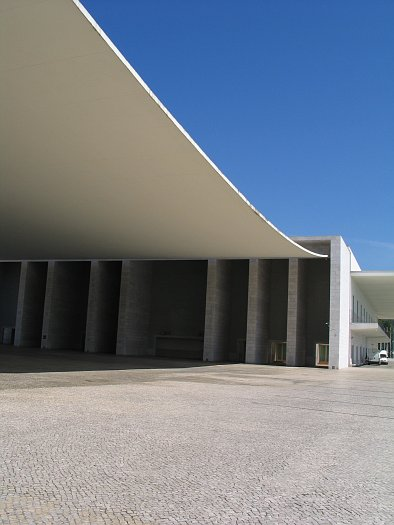
Pavilhão de Portugal

Der Pavilhão de Portugal ist ein Ausstellungsgebäude im Parque das Nações der portugiesischen Hauptstadt Lissabon.
Es wurde zwischen 1995 und 1998 anlässlich der Weltausstellung Expo 98 als Pavillon für das gastgebende Land Portugal nach Plänen des Architekten Álvaro Siza Vieira errichtet. Es besteht aus zwei parallel angeordneten Ausstellungshallen. Der weite Platz zwischen den Gebäuden wird von einer Hängedachkonstruktion aus Beton überspannt.
Für die Nachnutzung wurden verschiedene Vorschläge diskutiert, die das Gebäude unter anderem als Sitz des portugiesischen Kabinetts oder eines Architekturmuseums vorsahen. Derzeit dient es für temporäre Ausstellungen. 
Im März 2010 wurde der Pavillon als Monumento de Interesse Público (MIP) unter Denkmalschutz gestellt.